# Cyclocypris
Cyclocypris is een geslacht van kreeftachtigen uit de klasse van de Ostracoda (mosselkreeftjes).

## Soorten volgens <ITIS>
- Cyclocypris ampla Furtos, 1933
- Cyclocypris cruciata Furtos, 1935
- Cyclocypris forbesi Sharpe, 1897
- Cyclocypris globosa (G. O. Sars, 1863)
- Cyclocypris kincaidia (Dobbin, 1941)
- Cyclocypris laevis (O. F. Müller, 1776)
- Cyclocypris nahcotta Dobbin, 1941
- Cyclocypris ovum (Jurine, 1820)
- Cyclocypris serena (Koch, 1838)
- Cyclocypris sharpei Furtos, 1933
- Cyclocypris washingtoniensis Dobbin, 1941
- Cyclocypris wyomingensis Ferguson, 1966